# بلوار ارم (کرج)
بلوار ارم یکی از بلوارهای کرج است. این بلوار در شمال از آزادراه کرج قزوین آغاز شده و با گذر از میان مهرشهر، در فرودگاه بین‌المللی پیام به پایان می‌رسد. شمال این بلوار جزو منطقه ۴ و جنوب آن جزو منطقه ۳ شهرداری کرج است. این بلوار با ۱۲ کیلومتر طول از بلندترین بلوارهای ایران به‌شمار می‌رود.
کاخ مروارید، باغ سیب مهرشهر و پارک هامون در طول این بلوار قرار دارند. قسمت شرق این بلوار نسبت به غرب آن از بافت بهتری و قیمت بیشتری برخوردار است. آب و هوای خنک و ییلاقی، بلوارهای سرسبز و باغ‌های زیبای مهرشهر موجب بالاتر بودن قیمت ملک در این بلوار نسبت به دیگر مناطق کرج است. دانشکده کشاورزی و منابع طبیعی دانشگاه آزاد اسلامی واحد کرج نیز در غرب این بلوار قرار دارد.

## پیشینه

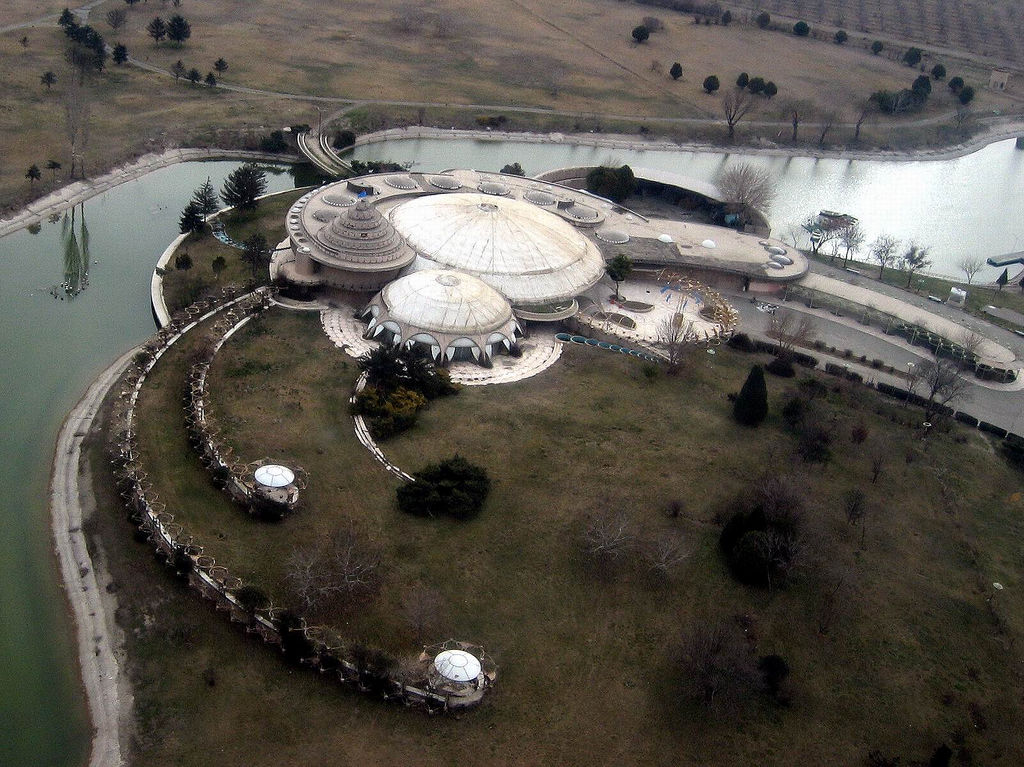
کاخ مروارید

در زمان محمدرضا شاه پهلوی و پس از ساخت کاخ مروارید در مهرشهر، دو بلوار با نام‌های چهارباندی و ارم در منطقه‌ای ویلایی برای شهروندان در سه فاز مجاور کاخ ساخته می‌شود. پس از انقلاب فاز ۴ و بلوار گل‌ها به این مناطق اضافه گردید.